# Даміан де Гойш
Даміан де Гойш (порт. Damião de Góis; 2 лютого 1502 — 30 січня 1574) — португальський гуманіст, письменник, історик, перекладач. Головний хранитель Королівського архіву (1548—1571), головний хроніст королівства. Командор Ордену Христа. Учень і послідовник Еразма Ротердамського. Представник шляхетного роду Гойшів. Народився в Аленкері, Португалія. Син Руя де Гойша й Ізабели де Лімі. Служив при дворах королів Мануела І та Жуана ІІІ. Працював секретарем і скарбником португальської торговельної факторії в Антверпені, Фландрія (1523—1533). Подорожував по Європі, був знайомий з провідними діячами свого часу — Мюнстером, Меланхтоном, Лютером, Мором, Лойолою. Деякий час жив у Левені (з 1538), брав участь в обороні міста (1542). Провів 9 місяців у французькому полоні, після чого повернувся батьківщину (1545). За звинуваченнями у симпатіях до лютеранства притягнутий до трибуналу інквізиції (1571—1572). Відбував покарання у Батальському монастирі. Автор «Ефіопської віри, релігії і звичаїв» (1540), «Опису міста Лісабона» (1554), важливих історичних творів — «Хроніки короля Мануела» (1566) й «Хроніки пана-принца Жуана» (1567). Помер в Аленкері від хвороби. Похований у Церкві діви Марії. Також — Даміан де Гоїш.

## Біографія

### Молодість. Секретар
Даміан де Гойш народився 2 лютого 1502 року в Аленкері, Португалія, в шляхетній родині Гойшів. Його батько Руй Діаш де Гойш служив при дворі візеуського герцога Фернанду, батька португальського короля Мануела І; матір Ізабела Гоміш де Лімі походила з фламандських купців, які осіли у Португалії. Дід хлопця, Гоміш Діаш де Гойш входив до оточення інфанта Енріке Мореплавця.
1511 року 9-річного Даміана допустили до королівського палацу Мануела І, де за тогочасним звичаєм він декілька років вивчав грамоту. Після смерті батька в 1513 році хлопець залишився на утриманні матері, з якою конфліктував. Його покровителькою стала королева-вдова Леонора Авіська, сестра Мануела І, якій служив покійний батько.
Близько 1518 року, за заступництва королеви-вдови, Гойш розпочав службу при дворі Мануела І. Після смерті останнього в 1521 році та інтронізації Жуана ІІІ він залишився на державній службі в Лісабоні.
1523 року Гойша призначили секретарем і скарбником португальської факторії в Антверпені, Фландрія. Протягом 1528—1531 років він часто подорожував Європою, виконуючи дипломатичні й торговельні завдання португальського уряду. Гойш побував у Польщі, Литві, Данії, Німеччині, Швеції, Франції, Англії та Італії. Під час поїздок він зустрічався із провідними діячами того часу — Себастьяном Мюнстером, Філіппом Меланхтоном, Томасом Мором і Мартином Лютером. Серед португальських знайомих секретаря були Жуан де Барруш і Андре де Резенде.
1532 року він став учнем Еразма Ротердамського, приятелював із ним. Під його впливом захопився ідеями гуманізму. Того ж року Гойш переклав латиною португальський твір про посольство ефіопського царя Давіта ІІ до Португалії на чолі з Матвієм Вірменином. До перекладу також увійшли відомий «лист пресвітера Йоана», складений ефіопською царівною Елені (1509), і «Confessio illorum fidei».

### Навчання і творчість

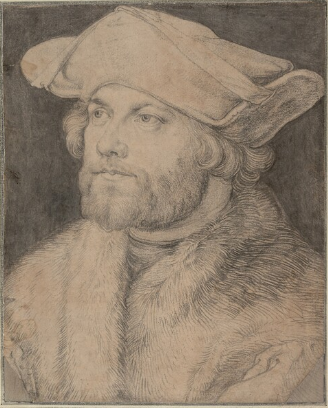
Портрет Даміана де Гойша (Альбрехт Дюрер, 1520-ті)

1533 року Гойш звільнився з державної служби і присвятив себе наукам. Він навчався у Падуанському університеті (1534—1538), був знайомим італійських гуманістів П'єтро Бембо і Лазаро Буонамічі. Гуманіст перекладав з латини на португальську, захоплювався написанням музики, колекціонував живопис. Його коштом була створена «Генеалогія королів Португалії».
1538 року Гойш здійснив паломництво до Сантьяго-де-Компостели в Галісії, й видав португальський переклад Книги Еклезіаста (що лишився непопулярним). Того ж року він оселився у Левені, Фландрія, літературному центрі тогочасних Нідерландів, де одружився із фламандкою Йоганою ван Гарген (відомою в Португалії як Жуана де Арген), донькою фламандського радника при дворі Карла V. У шлюбі Гойш мав декількох дітей — Мануела (1540), Амброзія (1541), Руя Діаша, Антонія, Катарину і Марію.
1540 року Гойш опублікував свій видатний трактат «Ефіопська віра, релігія і звичаї». Книга стала популярною в Європі, як у католицьких, так і протестантських колах, і перевидавалася декілька разів: у Парижі (1541), Левені (1544), Лейдені (1561), Кельні (1574). Незважаючи на популярність, португальська інквізиція під керівництвом кардинала Енріке (майбутнього короля) заборонила книгу у Португалії.
1542 року, під час французької облоги Левена, Гойш був одним із командирів місцевого гарнізону. Він потрапив до французького полону і 9 місяців провів у Франції. За втручання португальського короля Жуана ІІІ гуманіста звільнили, взявши за нього великий викуп. За заслуги перед Левеном імператор Карл V нагородив Гойша особистим гербом. 
1545 року Гойш повернувся до Португалії, сподіваючись стати вчителем королівського сина Себаштіана. Проте посади він не отримав через звинувачення єзуїтського провінціала Сімона Родрішега у симпатіях до лютеран. У молодості, під впливом протестантів, Гойш справді заперечував необхідність індульгенцій та усної сповіді, але після навчання в Італії остаточно сформувався як католик. Сам Ігнатій Лойола особисто зустрічався із Гойшем, просячи вибачення за негідну поведінку свого підопічного Сімона. Незважаючи на це звинувачення на адресу гуманіста звучали від представників Церкви у 1550 і 1571 роках.

### Голова архіву. Суд
1548 року Гойш був призначений головним хранителем Королівського архіву. Перебуваючи на посаді він написав «Опис міста Лісабона» (1554).
1558 року кардинал-інфант Енріке звернувся до Гойша із замовленням написати хроніку про правління Мануела І. Первісно це завдання було надане Жуану де Барруш, але той закинув роботу. Опрацювавши величезну кількість джерел, Гойш завершив свою «Хроніку короля Мануела» в 1566 році. Цей твір став основною працею його життя, першою роботою португальської історіографії, написаною в нейтрально-критичному дусі. Окрім звичайного опису подій, автор вказував на помилки уряду і духовенства, викривав фальшивість родоводів значної частини португальської шляхти. Через це магнати і духовенство зненавиділи хроніку, а державні інспектори піддали її суворій цензурі. 
За свій труд Гойш отримав державну пенсію, але нажив собі багато впливових ворогів. 19 квітня 1571 року вони притягнули його до трибуналу інквізиції за надуманими звинуваченнями у лютеранстві. Судовий процес розтягнувся на 18 місяців. Самого Гойша весь час утримували у в'язниці. Родичі гуманіста відцуралися від нього. 
1572 року Гойша визнали винним, конфіскували майно і перевели до Батальського монастиря для спокутування провини. Через хворобу його відпустили на малу батьківщину, до Аленкера, де він помер 30 січня 1574 року. Поховали письменника у Варзейській церкві Діви Марії.

## Праці
- Deploratio lappianae gentis [Скарга про народ саамів]. Genf 1520
- Legatio Magni Indorum Imperatoris Presbyteri Ioannis [Посольство великого індійського імператора, пресвітера Йоана]. Antwerpen 1532
- Commentarii rerum gestarum in India [Коментар про діяння в Індії]. Löwen 1539
- Fides, religio moresque Aethiopum [Ефіопська віра, релігія і звичаї]. Löwen 1540
- Urbis Olisiponis descriptio [Опис міста Лісабона]. Évora 1554
- Хроніка короля Мануела (Chronica do Felicissimo Rei Dom Emanuel). Лісабон, 1566.
- Cronica de principe Dom Joao [Хроніка пана-принца Жуана]. Lissabon 1567

Фінансував праці:
- Генеалогія королів Португалії (1530—1534)